# Đặng Thác
Đặng Thác (tiếng Trung: 邓拓; c. 1911 – 17 tháng 5 năm 1966), còn được biết đến với bút danh Mã Nam Thôn (tiếng Trung: 马南邨), là một nhà thơ, trí thức và nhà báo người Trung Quốc. Ông trở thành một cán bộ của Đảng Cộng sản Trung Quốc và là tổng biên tập của tờ Nhân dân Nhật báo từ năm 1948 đến năm 1958. Ông tự sát vào năm 1966 sau những lời chỉ trích gay gắt trên tờ Nhân dân Nhật báo, khi cuộc Cách mạng Văn hóa đang bắt đầu.